# Doreen Chanter
Doreen Chanter je britská zpěvačka. Svou kariéru zahájila v roce 1967 jako členka skupiny Chanters, ve které zpívala ještě její sestra Irene a doprovázelo je pět bratrů. Později bratři ze skupiny odešli a sestry začaly vystupovat pod názvem Chanter Sisters. Své první album nazvané Birds of a Feather duo vydalo v roce 1970 a vedle jiných zde hrál například Elton John. Další album pak vyšlo pod názvem First Flight v roce 1976. Během své kariéry zpívala doprovodné vokály na mnoha albech různých interpretů. V roce 1982 hrála menší roli ve filmu Pink Floyd: The Wall. Několik let spolupracovala s Rogerem Watersem, bývalým baskytaristou skupiny Pink Floyd; zpívala vokály na několika jeho albech a doprovázela jej rovněž na turné The Pros and Cons of Hitch Hiking (1984–1985) a Radio K.A.O.S. (1987).

## Diskografie
- Birds of a Feather (Chanter Sisters, 1970)
- Solar Fire (Manfred Mann's Earth Band, 1973)
- Rock On (David Essex, 1973)
- I've Got My Own Album to Do (Ronnie Wood, 1974)
- June 1, 1974 (John Cale, 1974)
- Fear (John Cale, 1974)
- Diamond Head (Phil Manzanera, 1975)
- Mad Dog (John Entwistle's OX, 1975)
- Nightingales and Bombers (Manfred Mann's Earth Band, 1975)
- La Booga Rooga (Andy Fairweather-Low, 1975)
- Abracadabra (Claire Hamill, 1975)
- Blind Dog at St. Dunstans (Caravan, 1976)
- Let's Stick Together (Bryan Ferry, 1976)
- First Flight (Chanter Sisters, 1976)
- The Roaring Silence (Manfred Mann's Earth Band, 1976)
- In Your Mind (Bryan Ferry, 1976)
- Watch (Manfred Mann's Earth Band, 1978)
- Northwinds (David Coverdale, 1978)
- Snakebite (Whitesnake, 1978)
- Shoulder to Shoulder (Chanter Sisters, 1978)
- Whatever Happened to Benny Santini? (Chris Rea, 1978)
- And About Time Too (Bernie Marsden, 1979)
- Night Flight (Justin Hayward, 1980)
- Look at Me Now (Bernie Marsden, 1981)
- The Sin of Pride (The Undertones, 1983)
- The Pros and Cons of Hitch Hiking (Roger Waters, 1984)
- Bad Attitude - Live! (Meat Loaf, 1985)
- Murderock (Keith Emerson, 1986)
- Radio K.A.O.S. (Roger Waters, 1987)
- Joe Cocker Live (Joe Cocker, 1990)
- Amused to Death (Roger Waters, 1992)
- Waiting in the Wings (Chris Farlowe, 1992)